# Труд (газета, Болгария)
«Труд» — ежедневная общественно-политическая газета Болгарии.

## История
Первый номер газеты был издан в Софии 1 марта 1936 года.
9 сентября 1944 года власть в стране перешла к правительству Отечественного фронта, которое разрешило создание новых профсоюзов, и в стране было создано свыше 30 отраслевых профсоюзов (железнодорожников, табачников, текстильщиков и др.).
20 октября 1944 года началось издание профсоюзной газеты «Знаме на Труда». В марте 1945 года на учредительном съезде в Софии был создан Общий рабочий профсоюз, официальным печатным изданием которого стала газета «Знаме на Труда» (с 15 сентября 1946 года — «Труд»).
В 1950 году тираж газеты «Труд» составлял 160 тыс. экземпляров, она входила в число крупнейших периодических изданий страны.
После реорганизации в 1958 году Общий рабочий профсоюз получил новое название — Центральный совет профсоюзов.
12 февраля 1990 года болгарские профсоюзы были реорганизованы в Конфедерацию независимых профсоюзов Болгарии, и с 9 марта 1992 года «Труд» стал частной ежедневной газетой. С 3 января 1994 года до конца 2008 года газета выходила под названием «Дневен Труд», но 1 января 2009 года было возвращено название «Труд». В 2011 году собственником газеты стала «Вестникарска група България».
Сайт газеты trud.bg ежедневно посещают от 100 000 до 200 000 пользователей. В 2013 году сайт получил награду в категории "Новости, бизнес, аналитика" на конкурсе "Болгарские награды интернет-сайтам“.